# Manabu Nakanishi
Pour les articles homonymes, voir Nakanishi.
Manabu Nakanishi (中西学, Nakanishi Manabu), né le 22 juin 1967 à Fushimi-ku (Kyoto), est un lutteur et un catcheur japonais. Il est principalement connu comme catcheur à la New Japan Pro Wrestling.
Il est d'abord lutteur et fait de la lutte libre à l'université Senshu (en). Il remporte à plusieurs reprises le championnat national dans la catégorie des poids lourd (moins de 100 kg). Il participe aussi à des compétitions internationales et participe aux Jeux olympiques d'été de 1992 où il se classe 11e. Il devient catcheur à la New Japan Pro Wrestling et fait ses débuts quelques mois après les Jeux olympiques. Au cours de sa carrière de catcheur, il remporte les tournois Young Lion Cup en 1995 et G1 Climax en 1999. Il est à trois reprises champion par équipes International Wrestling Grand Prix (IWGP) avec Satoshi Kojima puis Yūji Nagata et enfin Takao Omori. Il est aussi une fois champion poids lourd IWGP et une fois champion NEVER par équipes de trois avec Hiroshi Tanahashi et Ryusuke Taguchi. Au cours de sa carrière de catcheur, il s'essaie aux arts martiaux mixtes et au kickboxing au début des années 2000. Il décide de mettre un terme à sa carrière en 2020.

## Biographie

### Jeunesse et carrière de lutteur
Manabu Nakanishi commence à faire de la lutte au lycée Uji Senior. Il finit second du championnat national de lutte dans sa dernière année au lycée. Il étudie à l'université Senshu (en) où il continue de faire de la lutte dans la catégorie des poids lourd (moins de 100 kg),. Il est vice champion du Japon de lutte libre en 1987 dans la catégorie des poids lourd puis remporte cette compétition de 1988 à 1992. Il fait aussi partie de l'équipe du Japon dans les compétitions internationales. Il se classe 10e du championnat du monde de lutte libre en 1990. En 1992, il remporte la médaille de bronze en lutte libre durant le championnat d'Asie. Il représente son pays aux Jeux olympiques d'été de 1992 où il se classe 11e.

### Carrière de catcheur
Après les Jeux olympiques d'été de 1992, Manbu Nakanishi décide de s'entraîner pour devenir catcheur au dojo de la New Japan Pro Wrestling.
Lors de Dissidence 2009, il bat Hiroshi Tanahashi et remporte le IWGP Heavyweight Championship. Lors de Dominion 6.20, il perd le titre contre Hiroshi Tanahashi.
Lors de Wrestle Kingdom V in Tokyo Dome, ils perdent contre Bad Intentions (Giant Bernard et Karl Anderson) dans un match à trois voies, qui comprenait également Beer Money, Inc. (James Storm et Robert Roode) et ne remportent pas les IWGP Tag Team Championship.
Lors de New Japan Cup 2013 - Tag 1, il perd contre Toru Yano lors du premier tour de la New Japan Cup 2013.
Lors de Dominion 6.22, il perd contre Rob Conway et ne remporte pas le NWA World Heavyweight Championship.
Le 21 novembre 2015, lui, Jay White, Tencozy (Hiroyoshi Tenzan et Satoshi Kojima) et Yūji Nagata perdent contre le Bullet Club (A.J. Styles, Bad Luck Fale, Cody Hall, Tama Tonga et Yujiro Takahashi).
Le 5 janvier 2017, lui, Hiroshi Tanahashi et Ryusuke Taguchi battent Los Ingobernables de Japón (Bushi, Evil et Sanada) et remportent les NEVER Openweight 6-Man Tag Team Championship. Lors de The New Beginning in Osaka, ils perdent les titres contre Los Ingobernables de Japón (Bushi, Evil et Sanada).

### Tentative dans les arts martiaux mixtes
Le 2 mai 2003, la New Japan Pro Wrestling organise Ultimate Crush où il y a des combats d'arts martiaux mixtes. Nakanishi perd son unique combat d'arts martiaux mixtes face à Kazuyuki Fujita par K.O. technique au 3e round. Ce combat se termine quand Fujita donne un coup de poing dans la nuque de Nakanishi qui met K.O. ce dernier. 

### Tentative dans le kickboxing
Le 29 juin 2003, Manabu Nakanishi participe à son unique combat de kickboxing à la K-1 durant K-1 Beast II 2003 où il affronte le néo zélandais TOA. Il perd ce combat dès le premier round quand TOA le met K.O après un crochet du droit.

## Palmarès

### En arts martiaux mixtes
| 1 combats      | 0 victoires | 1 défaites |
| Par KO         | 0           | 1          |
| Par soumission | 0           | 0          |
| Sur décision   | 0           | 0          |

| Résultat | Record | Adversaire      | Méthode                         | Événement             | Date       | Round | Temps | Lieu           | Notes |
| -------- | ------ | --------------- | ------------------------------- | --------------------- | ---------- | ----- | ----- | -------------- | ----- |
| Défaite  | 0-1    | Kazuyuki Fujita | K.O. technique (coups de poing) | NJPW - Ultimate Crush | 2 mai 2003 | 3     | 1:09  | Tokyo ( Japon) |       |

### En catch
- New Japan Pro Wrestling
  - 1 fois IWGP Heavyweight Championship
  - 3 fois IWGP Tag Team Championship avec Yuji Nagata (1), Satoshi Kojima (1), et Takao Omori (1)
  - 1 fois NEVER Openweight 6-Man Tag Team Championship avec Hiroshi Tanahashi et Ryusuke Taguchi
  - G1 Climax 1999
  - Young Lion Cup 1995

- Pro Wrestling ZERO1-MAX
  - 1 fois NWA Intercontinental Tag Team Championship avec Takao Omori

### En kickboxing
| Résultat | Record | Adversaire | Méthode                        | Événement         | Date         | Round | Temps | Lieu             | Notes |
| -------- | ------ | ---------- | ------------------------------ | ----------------- | ------------ | ----- | ----- | ---------------- | ----- |
| Défaite  | 0-1    | TOA        | K.O. technique (coup de poing) | K-1 Beast II 2003 | 29 juin 2003 | 1     | 1:38  | Saitama ( Japon) |       |

### En lutte
- Championnat du Japon
  -  en lutte libre dans la catégorie poids lourd (moins de 100 kg) en 1987
  -  en lutte libre dans la catégorie poids lourd (moins de 100 kg) en 1988
  -  en lutte libre dans la catégorie poids lourd (moins de 100 kg) en 1989
  -  en lutte libre dans la catégorie poids lourd (moins de 100 kg) en 1990
  -  en lutte libre dans la catégorie poids lourd (moins de 100 kg) en 1991
  -  en lutte libre dans la catégorie poids lourd (moins de 100 kg) en 1992
- Championnat d'Asie
  - 5e en lutte libre dans la catégorie poids lourd (moins de 100 kg) en 1987
  - 4e en lutte libre dans la catégorie poids lourd (moins de 100 kg) en 1989
  -  en lutte libre dans la catégorie poids lourd (moins de 100 kg) en 1992
- Jeux asiatiques
  - 4e en lutte libre dans la catégorie poids lourd (moins de 100 kg) en 1990
- Jeux olympiques d'été de 1992
  - 11e en lutte libre dans la catégorie poids lourd (moins de 100 kg)

## Récompenses des magazines
- Pro Wrestling Illustrated (PWI)

| Année | 1995 | 1996 | 1997       | 1998 | 1999 | 2000 | 2001        | 2002 | 2003        | 2004 |
| ----- | ---- | ---- | ---------- | ---- | ---- | ---- | ----------- | ---- | ----------- | ---- |
| Rang  | 145  | 141  | Non classé | 125  | 131  | 29   | 80          | 106  | 159         | 167  |
| Année | 2005 | 2006 | 2007       | 2008 | 2009 | 2010 | 2011 à 2012 | 2013 | 2014 à 2016 | 2017 |
| Rang  | 234  | 154  | 116        | 176  | 69   | 185  | Non classé  | 319  | Non classé  | 298  |